# Georg Ludwig von Schleswig-Holstein-Gottorf

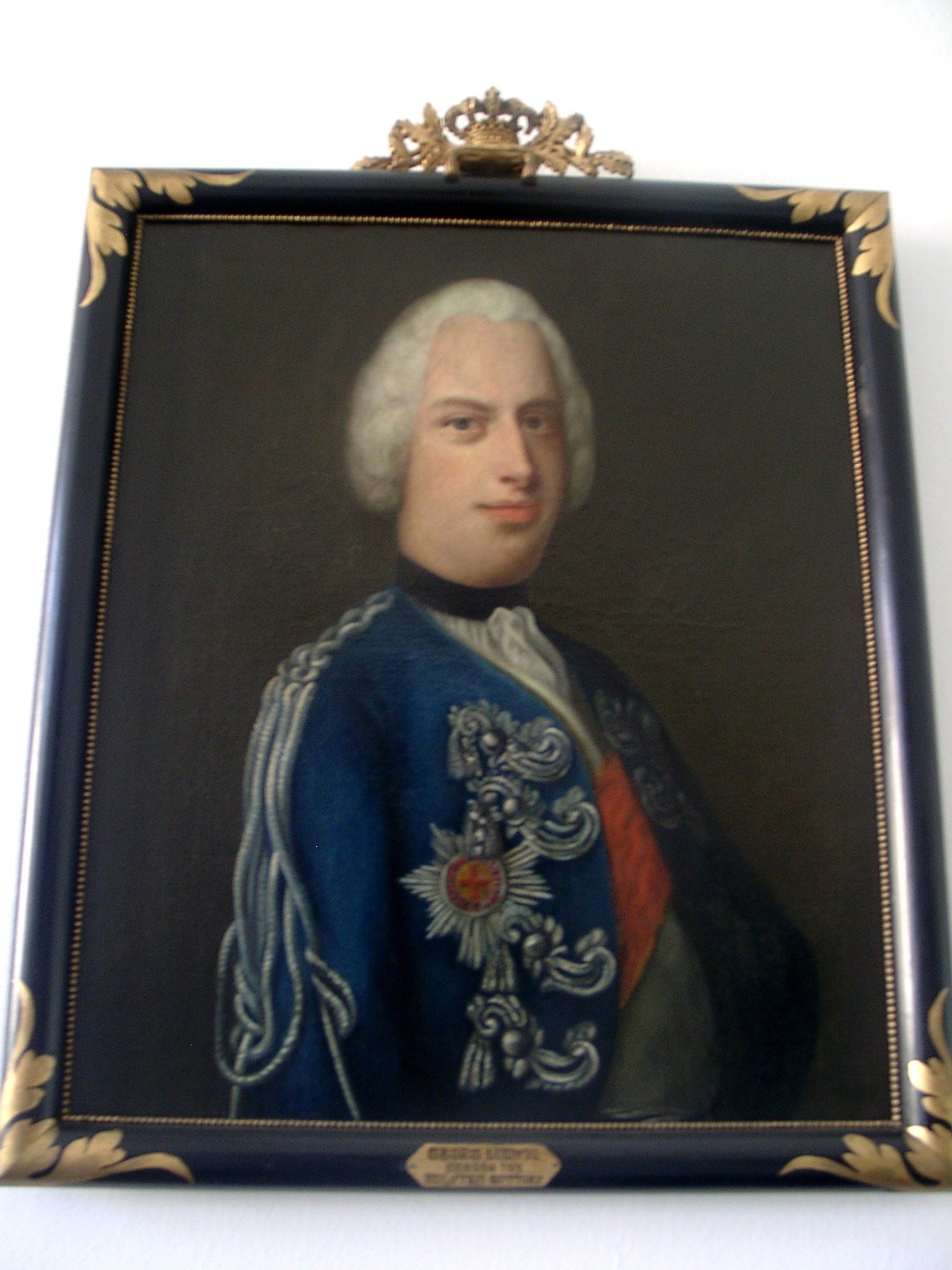
Georg Ludwig von Schleswig-Holstein-Gottorf, portret in Schloss Eutin.

Georg Ludwig (hertog) von Schleswig-Holstein-Gottorf (16 maart 1719 — Kiel, 7 september 1763) was een Pruisisch luitenant-generaal en chef (inhaber of erekolonel) van een regiment dragonders. Na in Pruisen in ongenade te zijn gevallen werd hij Russisch veldmaarschalk. Hij was de jongste zoon van Christiaan August van Sleeswijk-Holstein-Gottorp en Albertine Friederike van Baden-Durlach (1682-1755), een dochter van markgraaf Frederik VII van Baden-Durlach.
Schleswig-Holstein-Gottorf was ridder in de Orde van de Zwarte Adelaar, grootkruis in de Orde van Sint-Anna en ridder in de Pools-Saksische militaire Orde van Sint-Hendrik.

## Kwartierstaat
| Frederik III van Sleeswijk-Holstein-Gottorp (1597-1659) | Frederik III van Sleeswijk-Holstein-Gottorp (1597-1659) | Frederik III van Sleeswijk-Holstein-Gottorp (1597-1659) | Frederik III van Sleeswijk-Holstein-Gottorp (1597-1659) | Frederik III van Sleeswijk-Holstein-Gottorp (1597-1659)        | Frederik III van Sleeswijk-Holstein-Gottorp (1597-1659)        | Maria Elisabeth van Saksen (1610-1684)                         | Maria Elisabeth van Saksen (1610-1684)                         | Maria Elisabeth van Saksen (1610-1684)                         | Maria Elisabeth van Saksen (1610-1684)                         | Maria Elisabeth van Saksen (1610-1684)                       | Maria Elisabeth van Saksen (1610-1684)                       |                                                              |                                                              | Frederik III van Denemarken (1609-1670)                      | Frederik III van Denemarken (1609-1670)                      | Frederik III van Denemarken (1609-1670)     | Frederik III van Denemarken (1609-1670)     | Frederik III van Denemarken (1609-1670)     | Frederik III van Denemarken (1609-1670)     | Sophia Amalia van Brunswijk-Lüneburg (1628-1685) | Sophia Amalia van Brunswijk-Lüneburg (1628-1685) | Sophia Amalia van Brunswijk-Lüneburg (1628-1685) | Sophia Amalia van Brunswijk-Lüneburg (1628-1685) | Sophia Amalia van Brunswijk-Lüneburg (1628-1685) | Sophia Amalia van Brunswijk-Lüneburg (1628-1685) |                                           |                                           | Frederik VI van Baden-Durlach (1617-1677) | Frederik VI van Baden-Durlach (1617-1677) | Frederik VI van Baden-Durlach (1617-1677) | Frederik VI van Baden-Durlach (1617-1677) | Frederik VI van Baden-Durlach (1617-1677)                    | Frederik VI van Baden-Durlach (1617-1677)                    | Christina Magdalena van Kleeburg (1616-1662)                 | Christina Magdalena van Kleeburg (1616-1662)                 | Christina Magdalena van Kleeburg (1616-1662)                 | Christina Magdalena van Kleeburg (1616-1662)                 | Christina Magdalena van Kleeburg (1616-1662)      | Christina Magdalena van Kleeburg (1616-1662)      |                                                         |                                                         | Frederik III van Sleeswijk-Holstein-Gottorp (1597-1659) | Frederik III van Sleeswijk-Holstein-Gottorp (1597-1659) | Frederik III van Sleeswijk-Holstein-Gottorp (1597-1659)  | Frederik III van Sleeswijk-Holstein-Gottorp (1597-1659)  | Frederik III van Sleeswijk-Holstein-Gottorp (1597-1659)  | Frederik III van Sleeswijk-Holstein-Gottorp (1597-1659)  | Maria Elisabeth van Saksen (1610-1684)                   | Maria Elisabeth van Saksen (1610-1684)                   | Maria Elisabeth van Saksen (1610-1684) | Maria Elisabeth van Saksen (1610-1684) | Maria Elisabeth van Saksen (1610-1684) | Maria Elisabeth van Saksen (1610-1684) |  |  |  |  |  |  |  |  |  |  |  |  |  |  |  |  |  |  |  |  |  |  |  |  |  |  |  |  |  |  |  |  |  |  |  |  |  |  |  |  |  |  |  |  |  |  |  |  |
| Frederik III van Sleeswijk-Holstein-Gottorp (1597-1659) | Frederik III van Sleeswijk-Holstein-Gottorp (1597-1659) | Frederik III van Sleeswijk-Holstein-Gottorp (1597-1659) | Frederik III van Sleeswijk-Holstein-Gottorp (1597-1659) | Frederik III van Sleeswijk-Holstein-Gottorp (1597-1659)        | Frederik III van Sleeswijk-Holstein-Gottorp (1597-1659)        | Maria Elisabeth van Saksen (1610-1684)                         | Maria Elisabeth van Saksen (1610-1684)                         | Maria Elisabeth van Saksen (1610-1684)                         | Maria Elisabeth van Saksen (1610-1684)                         | Maria Elisabeth van Saksen (1610-1684)                       | Maria Elisabeth van Saksen (1610-1684)                       |                                                              |                                                              | Frederik III van Denemarken (1609-1670)                      | Frederik III van Denemarken (1609-1670)                      | Frederik III van Denemarken (1609-1670)     | Frederik III van Denemarken (1609-1670)     | Frederik III van Denemarken (1609-1670)     | Frederik III van Denemarken (1609-1670)     | Sophia Amalia van Brunswijk-Lüneburg (1628-1685) | Sophia Amalia van Brunswijk-Lüneburg (1628-1685) | Sophia Amalia van Brunswijk-Lüneburg (1628-1685) | Sophia Amalia van Brunswijk-Lüneburg (1628-1685) | Sophia Amalia van Brunswijk-Lüneburg (1628-1685) | Sophia Amalia van Brunswijk-Lüneburg (1628-1685) |                                           |                                           | Frederik VI van Baden-Durlach (1617-1677) | Frederik VI van Baden-Durlach (1617-1677) | Frederik VI van Baden-Durlach (1617-1677) | Frederik VI van Baden-Durlach (1617-1677) | Frederik VI van Baden-Durlach (1617-1677)                    | Frederik VI van Baden-Durlach (1617-1677)                    | Christina Magdalena van Kleeburg (1616-1662)                 | Christina Magdalena van Kleeburg (1616-1662)                 | Christina Magdalena van Kleeburg (1616-1662)                 | Christina Magdalena van Kleeburg (1616-1662)                 | Christina Magdalena van Kleeburg (1616-1662)      | Christina Magdalena van Kleeburg (1616-1662)      |                                                         |                                                         | Frederik III van Sleeswijk-Holstein-Gottorp (1597-1659) | Frederik III van Sleeswijk-Holstein-Gottorp (1597-1659) | Frederik III van Sleeswijk-Holstein-Gottorp (1597-1659)  | Frederik III van Sleeswijk-Holstein-Gottorp (1597-1659)  | Frederik III van Sleeswijk-Holstein-Gottorp (1597-1659)  | Frederik III van Sleeswijk-Holstein-Gottorp (1597-1659)  | Maria Elisabeth van Saksen (1610-1684)                   | Maria Elisabeth van Saksen (1610-1684)                   | Maria Elisabeth van Saksen (1610-1684) | Maria Elisabeth van Saksen (1610-1684) | Maria Elisabeth van Saksen (1610-1684) | Maria Elisabeth van Saksen (1610-1684) |  |  |  |  |  |  |  |  |  |  |  |  |  |  |  |  |  |  |  |  |  |  |  |  |  |  |  |  |  |  |  |  |  |  |  |  |  |  |  |  |  |  |  |  |  |  |  |  |
|                                                         |                                                         |                                                         |                                                         |                                                                |                                                                |                                                                |                                                                |                                                                |                                                                |                                                              |                                                              |                                                              |                                                              |                                                              |                                                              |                                             |                                             |                                             |                                             |                                                  |                                                  |                                                  |                                                  |                                                  |                                                  |                                           |                                           |                                           |                                           |                                           |                                           |                                                              |                                                              |                                                              |                                                              |                                                              |                                                              |                                                   |                                                   |                                                         |                                                         |                                                         |                                                         |                                                          |                                                          |                                                          |                                                          |                                                          |                                                          |                                        |                                        |                                        |                                        |  |  |  |  |  |  |  |  |  |  |  |  |  |  |  |  |  |  |  |  |  |  |  |  |  |  |  |  |  |  |  |  |  |  |  |  |  |  |  |  |  |  |  |  |  |  |  |  |
|                                                         |                                                         |                                                         |                                                         | Christiaan Albrecht van Sleeswijk-Holstein-Gottorp (1641-1695) | Christiaan Albrecht van Sleeswijk-Holstein-Gottorp (1641-1695) | Christiaan Albrecht van Sleeswijk-Holstein-Gottorp (1641-1695) | Christiaan Albrecht van Sleeswijk-Holstein-Gottorp (1641-1695) | Christiaan Albrecht van Sleeswijk-Holstein-Gottorp (1641-1695) | Christiaan Albrecht van Sleeswijk-Holstein-Gottorp (1641-1695) |                                                              |                                                              |                                                              |                                                              |                                                              |                                                              | Frederika Amalia van Denemarken (1649-1704) | Frederika Amalia van Denemarken (1649-1704) | Frederika Amalia van Denemarken (1649-1704) | Frederika Amalia van Denemarken (1649-1704) | Frederika Amalia van Denemarken (1649-1704)      | Frederika Amalia van Denemarken (1649-1704)      |                                                  |                                                  |                                                  |                                                  |                                           |                                           |                                           |                                           |                                           |                                           | Frederik VII van Baden-Durlach (1647-1709)                   | Frederik VII van Baden-Durlach (1647-1709)                   | Frederik VII van Baden-Durlach (1647-1709)                   | Frederik VII van Baden-Durlach (1647-1709)                   | Frederik VII van Baden-Durlach (1647-1709)                   | Frederik VII van Baden-Durlach (1647-1709)                   |                                                   |                                                   |                                                         |                                                         |                                                         |                                                         | Augusta Maria van Sleeswijk-Holstein-Gottorp (1649-1728) | Augusta Maria van Sleeswijk-Holstein-Gottorp (1649-1728) | Augusta Maria van Sleeswijk-Holstein-Gottorp (1649-1728) | Augusta Maria van Sleeswijk-Holstein-Gottorp (1649-1728) | Augusta Maria van Sleeswijk-Holstein-Gottorp (1649-1728) | Augusta Maria van Sleeswijk-Holstein-Gottorp (1649-1728) |                                        |                                        |                                        |                                        |  |  |  |  |  |  |  |  |  |  |  |  |  |  |  |  |  |  |  |  |  |  |  |  |  |  |  |  |  |  |  |  |  |  |  |  |  |  |  |  |  |  |  |  |  |  |  |  |
|                                                         |                                                         |                                                         |                                                         | Christiaan Albrecht van Sleeswijk-Holstein-Gottorp (1641-1695) | Christiaan Albrecht van Sleeswijk-Holstein-Gottorp (1641-1695) | Christiaan Albrecht van Sleeswijk-Holstein-Gottorp (1641-1695) | Christiaan Albrecht van Sleeswijk-Holstein-Gottorp (1641-1695) | Christiaan Albrecht van Sleeswijk-Holstein-Gottorp (1641-1695) | Christiaan Albrecht van Sleeswijk-Holstein-Gottorp (1641-1695) |                                                              |                                                              |                                                              |                                                              |                                                              |                                                              | Frederika Amalia van Denemarken (1649-1704) | Frederika Amalia van Denemarken (1649-1704) | Frederika Amalia van Denemarken (1649-1704) | Frederika Amalia van Denemarken (1649-1704) | Frederika Amalia van Denemarken (1649-1704)      | Frederika Amalia van Denemarken (1649-1704)      |                                                  |                                                  |                                                  |                                                  |                                           |                                           |                                           |                                           |                                           |                                           | Frederik VII van Baden-Durlach (1647-1709)                   | Frederik VII van Baden-Durlach (1647-1709)                   | Frederik VII van Baden-Durlach (1647-1709)                   | Frederik VII van Baden-Durlach (1647-1709)                   | Frederik VII van Baden-Durlach (1647-1709)                   | Frederik VII van Baden-Durlach (1647-1709)                   |                                                   |                                                   |                                                         |                                                         |                                                         |                                                         | Augusta Maria van Sleeswijk-Holstein-Gottorp (1649-1728) | Augusta Maria van Sleeswijk-Holstein-Gottorp (1649-1728) | Augusta Maria van Sleeswijk-Holstein-Gottorp (1649-1728) | Augusta Maria van Sleeswijk-Holstein-Gottorp (1649-1728) | Augusta Maria van Sleeswijk-Holstein-Gottorp (1649-1728) | Augusta Maria van Sleeswijk-Holstein-Gottorp (1649-1728) |                                        |                                        |                                        |                                        |  |  |  |  |  |  |  |  |  |  |  |  |  |  |  |  |  |  |  |  |  |  |  |  |  |  |  |  |  |  |  |  |  |  |  |  |  |  |  |  |  |  |  |  |  |  |  |  |
|                                                         |                                                         |                                                         |                                                         |                                                                |                                                                |                                                                |                                                                |                                                                |                                                                | Christiaan August van Sleeswijk-Holstein-Gottorp (1673-1726) | Christiaan August van Sleeswijk-Holstein-Gottorp (1673-1726) | Christiaan August van Sleeswijk-Holstein-Gottorp (1673-1726) | Christiaan August van Sleeswijk-Holstein-Gottorp (1673-1726) | Christiaan August van Sleeswijk-Holstein-Gottorp (1673-1726) | Christiaan August van Sleeswijk-Holstein-Gottorp (1673-1726) |                                             |                                             |                                             |                                             |                                                  |                                                  |                                                  |                                                  |                                                  |                                                  |                                           |                                           |                                           |                                           |                                           |                                           |                                                              |                                                              |                                                              |                                                              |                                                              |                                                              | Albertina Frederica van Baden-Durlach (1682-1755) | Albertina Frederica van Baden-Durlach (1682-1755) | Albertina Frederica van Baden-Durlach (1682-1755)       | Albertina Frederica van Baden-Durlach (1682-1755)       | Albertina Frederica van Baden-Durlach (1682-1755)       | Albertina Frederica van Baden-Durlach (1682-1755)       |                                                          |                                                          |                                                          |                                                          |                                                          |                                                          |                                        |                                        |                                        |                                        |  |  |  |  |  |  |  |  |  |  |  |  |  |  |  |  |  |  |  |  |  |  |  |  |  |  |  |  |  |  |  |  |  |  |  |  |  |  |  |  |  |  |  |  |  |  |  |  |
|                                                         |                                                         |                                                         |                                                         |                                                                |                                                                |                                                                |                                                                |                                                                |                                                                | Christiaan August van Sleeswijk-Holstein-Gottorp (1673-1726) | Christiaan August van Sleeswijk-Holstein-Gottorp (1673-1726) | Christiaan August van Sleeswijk-Holstein-Gottorp (1673-1726) | Christiaan August van Sleeswijk-Holstein-Gottorp (1673-1726) | Christiaan August van Sleeswijk-Holstein-Gottorp (1673-1726) | Christiaan August van Sleeswijk-Holstein-Gottorp (1673-1726) |                                             |                                             |                                             |                                             |                                                  |                                                  |                                                  |                                                  |                                                  |                                                  |                                           |                                           |                                           |                                           |                                           |                                           |                                                              |                                                              |                                                              |                                                              |                                                              |                                                              | Albertina Frederica van Baden-Durlach (1682-1755) | Albertina Frederica van Baden-Durlach (1682-1755) | Albertina Frederica van Baden-Durlach (1682-1755)       | Albertina Frederica van Baden-Durlach (1682-1755)       | Albertina Frederica van Baden-Durlach (1682-1755)       | Albertina Frederica van Baden-Durlach (1682-1755)       |                                                          |                                                          |                                                          |                                                          |                                                          |                                                          |                                        |                                        |                                        |                                        |  |  |  |  |  |  |  |  |  |  |  |  |  |  |  |  |  |  |  |  |  |  |  |  |  |  |  |  |  |  |  |  |  |  |  |  |  |  |  |  |  |  |  |  |  |  |  |  |
|                                                         |                                                         |                                                         |                                                         |                                                                |                                                                |                                                                |                                                                |                                                                |                                                                |                                                              |                                                              |                                                              |                                                              |                                                              |                                                              |                                             |                                             |                                             |                                             |                                                  |                                                  |                                                  |                                                  |                                                  |                                                  |                                           |                                           |                                           |                                           |                                           |                                           |                                                              |                                                              |                                                              |                                                              |                                                              |                                                              |                                                   |                                                   |                                                         |                                                         |                                                         |                                                         |                                                          |                                                          |                                                          |                                                          |                                                          |                                                          |                                        |                                        |                                        |                                        |  |  |  |  |  |  |  |  |  |  |  |  |  |  |  |  |  |  |  |  |  |  |  |  |  |  |  |  |  |  |  |  |  |  |  |  |  |  |  |  |  |  |  |  |  |  |  |  |
|                                                         |                                                         |                                                         |                                                         |                                                                |                                                                |                                                                |                                                                |                                                                |                                                                |                                                              |                                                              |                                                              |                                                              |                                                              |                                                              |                                             |                                             |                                             |                                             |                                                  |                                                  |                                                  |                                                  |                                                  |                                                  |                                           |                                           |                                           |                                           |                                           |                                           |                                                              |                                                              |                                                              |                                                              |                                                              |                                                              |                                                   |                                                   |                                                         |                                                         |                                                         |                                                         |                                                          |                                                          |                                                          |                                                          |                                                          |                                                          |                                        |                                        |                                        |                                        |  |  |  |  |  |  |  |  |  |  |  |  |  |  |  |  |  |  |  |  |  |  |  |  |  |  |  |  |  |  |  |  |  |  |  |  |  |  |  |  |  |  |  |  |  |  |  |  |
| Karel van Sleeswijk-Holstein-Gottorp (1706-1727)        | Karel van Sleeswijk-Holstein-Gottorp (1706-1727)        | Karel van Sleeswijk-Holstein-Gottorp (1706-1727)        | Karel van Sleeswijk-Holstein-Gottorp (1706-1727)        | Karel van Sleeswijk-Holstein-Gottorp (1706-1727)               | Karel van Sleeswijk-Holstein-Gottorp (1706-1727)               |                                                                |                                                                | Anna van Sleeswijk-Holstein-Gottorp (1709-1758)                | Anna van Sleeswijk-Holstein-Gottorp (1709-1758)                | Anna van Sleeswijk-Holstein-Gottorp (1709-1758)              | Anna van Sleeswijk-Holstein-Gottorp (1709-1758)              | Anna van Sleeswijk-Holstein-Gottorp (1709-1758)              | Anna van Sleeswijk-Holstein-Gottorp (1709-1758)              |                                                              |                                                              | Adolf Frederik van Zweden (1710-1771)       | Adolf Frederik van Zweden (1710-1771)       | Adolf Frederik van Zweden (1710-1771)       | Adolf Frederik van Zweden (1710-1771)       | Adolf Frederik van Zweden (1710-1771)            | Adolf Frederik van Zweden (1710-1771)            |                                                  |                                                  | Frederik August van Oldenburg (1711-1785)        | Frederik August van Oldenburg (1711-1785)        | Frederik August van Oldenburg (1711-1785) | Frederik August van Oldenburg (1711-1785) | Frederik August van Oldenburg (1711-1785) | Frederik August van Oldenburg (1711-1785) |                                           |                                           | Johanna Elisabeth van Sleeswijk-Holstein-Gottorp (1712-1760) | Johanna Elisabeth van Sleeswijk-Holstein-Gottorp (1712-1760) | Johanna Elisabeth van Sleeswijk-Holstein-Gottorp (1712-1760) | Johanna Elisabeth van Sleeswijk-Holstein-Gottorp (1712-1760) | Johanna Elisabeth van Sleeswijk-Holstein-Gottorp (1712-1760) | Johanna Elisabeth van Sleeswijk-Holstein-Gottorp (1712-1760) |                                                   |                                                   | Georg Ludwig van Sleeswijk-Holstein-Gottorp (1719-1763) | Georg Ludwig van Sleeswijk-Holstein-Gottorp (1719-1763) | Georg Ludwig van Sleeswijk-Holstein-Gottorp (1719-1763) | Georg Ludwig van Sleeswijk-Holstein-Gottorp (1719-1763) | Georg Ludwig van Sleeswijk-Holstein-Gottorp (1719-1763)  | Georg Ludwig van Sleeswijk-Holstein-Gottorp (1719-1763)  |                                                          |                                                          | ... + 3 zusters en twee broers                           | ... + 3 zusters en twee broers                           | ... + 3 zusters en twee broers         | ... + 3 zusters en twee broers         | ... + 3 zusters en twee broers         | ... + 3 zusters en twee broers         |  |  |  |  |  |  |  |  |  |  |  |  |  |  |  |  |  |  |  |  |  |  |  |  |  |  |  |  |  |  |  |  |  |  |  |  |  |  |  |  |  |  |  |  |  |  |  |  |